# Juri Kawamuraová
Juri Kawamuraová (japonsky 川村 優理, * 17. května 1989 Niigata) je bývalá japonská fotbalistka.

## Reprezentační kariéra
Za japonskou reprezentaci v letech 2010 až 2017 odehrála 32 reprezentačních utkání. Byla členkou japonské reprezentace i na Mistrovství světa ve fotbale žen 2015.

## Statistiky
| Japonsko | Japonsko | Japonsko |
| Roky     | Záp.     | Góly     |
| -------- | -------- | -------- |
| 2010     | 2        | 0        |
| 2011     | 0        | 0        |
| 2012     | 0        | 0        |
| 2013     | 2        | 0        |
| 2014     | 7        | 1        |
| 2015     | 10       | 1        |
| 2016     | 8        | 0        |
| 2017     | 3        | 0        |
| Celkem   | 32       | 2        |

## Úspěchy

### Reprezentační
- Mistrovství světa:  2015
- Mistrovství Asie:  2014